# Водолажський Василь Олександрович
Водолажський Василь Олександрович (нар. 9 лютого 1937, с. Хотімля, Вовчанський район, Харківська область, Українська РСР, СРСР — пом. 18 червня 1992, Мінськ, Білорусь) — командир вертольота, полковник; один з перших учасників ліквідації аварії на Чорнобильській атомній електростанції. Герой Росії (1995).

## Біографія
Народився 9 лютого 1937 в селі Хотімля Вовчанського району Харківської області в сім'ї робітника. Українець.
У 1954 році закінчив десять класів середньої школи № 13 міста Харкова.
У 1959 році закінчив 160-е військове авіаційне училище в місті Пугачов Саратовської області. У 1960–1988 роках проходив службу в частинах Білоруського військового округу.
У 1986 році в складі зведеної оперативної групи В. А. Водолажський брав участь у ліквідації наслідків аварії на Чорнобильській АЕС. З величезним ризиком для здоров'я здійснив понад 100 вильотів для виміру рівня радіації на пошкодженій реакторі.
19 жовтня 1988 був звільнений з лав Збройних Сил СРСР за станом здоров'я. 
Жив в столиці Білорусі — Мінську, де і помер 18 червня 1992 року.

## Нагороди
- Указом Президента Російської Федерації від 17 лютого 1995 року № 149 полковнику Василю Олександровичу Водолазькому за мужність і героїзм проявлені, при ліквідації наслідків аварії на Чорнобильській АЕС посмертно присвоєно звання Героя Російської Федерації.
- Нагороджений орденами «За службу Батьківщині у Збройних Силах СРСР» 3-го ступеня, «Знак Пошани».

## Вшанування пам'яті

### Україна
- У багатьох містах України є Вулиця Героїв Чорнобиля, до яких належить Василій Водолажський.

### Білорусь
- Відповідно до постанови Ради Міністрів Республіки Білорусь від 19 лютого 1997 року № 102 на будинку № 2 по вулиці Садовій в місті герої Мінську, де жив Герой Росії В. А. Водолажський встановлена меморіальна дошка.
- У місті Мінськ є Вулиця Василія Водолажського.